# Phenacephorus spinulosus
Phenacephorus spinulosus är en insektsart som först beskrevs av Hausleithner 1991.  Phenacephorus spinulosus ingår i släktet Phenacephorus och familjen Phasmatidae. Inga underarter finns listade i Catalogue of Life.